# Mathilde Kirschner

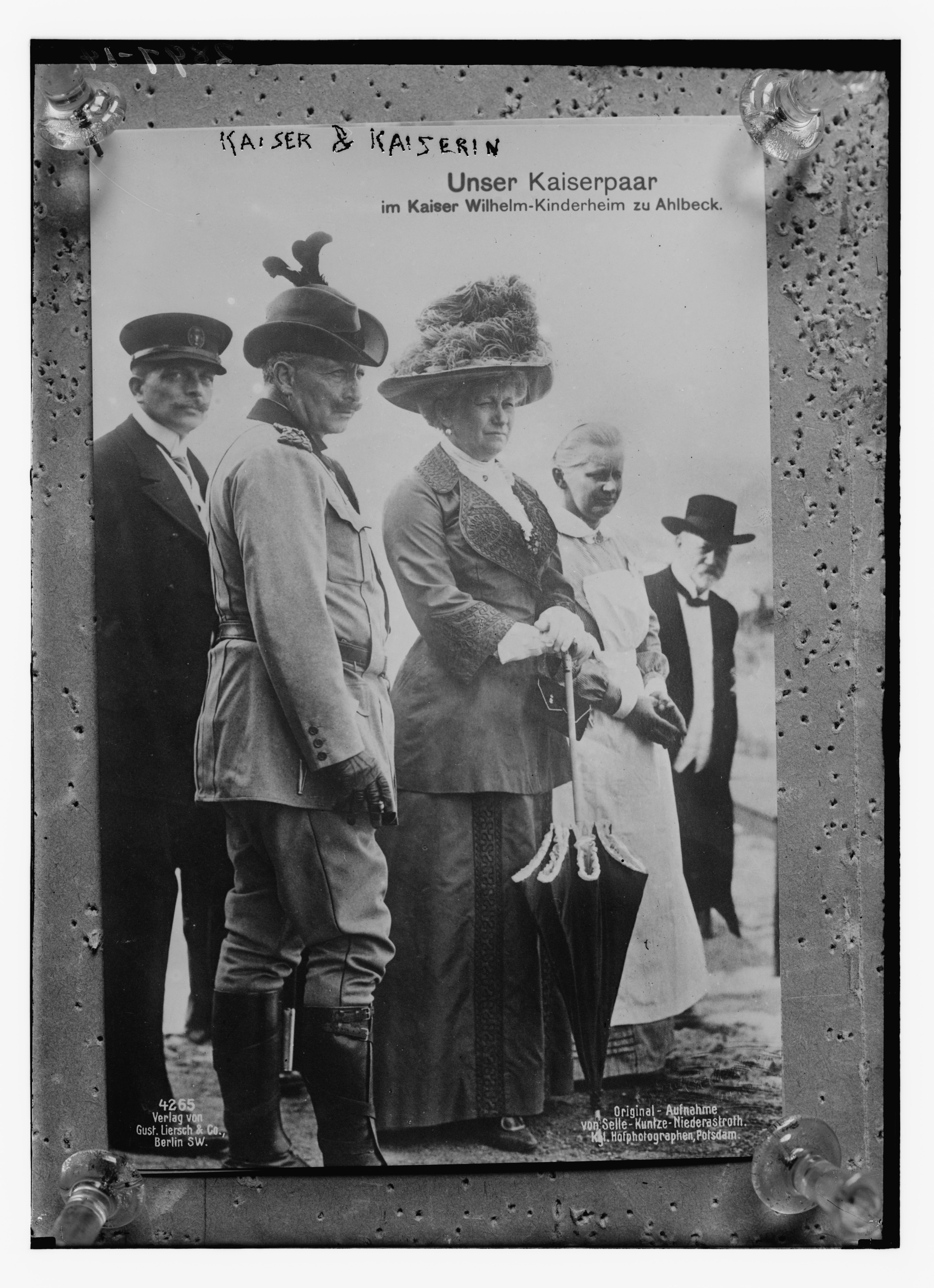
Mathilde Kirschner, neben Kaiser Wilhelm II. und Kaiserin Auguste Viktoria, 1913

Mathilde Kirschner (* 10. Mai 1875 in Breslau, Provinz Schlesien; † 30. April 1951 in Berlin (West)) leitete mehrere Heime für einkommensschwache Frauen und Kinder in Berlin und dem Ostseebad Ahlbeck. Sie war Stadträtin in Berlin-Tiergarten (1920–1924) und hatte persönliche Kontakte zu Kaiser Wilhelm II.  und dessen Ehefrauen.

## Leben und Wirken
Der Vater Martin Kirschner war Jurist und Stadtrat in Breslau und später Oberbürgermeister von Berlin. Die Mutter Margarete Kirschner engagierte sich in verschiedenen Bildungs- und Sozialprojekten für junge Frauen und Mädchen.  Der Bruder Martin Kirschner wurde ein anerkannter Medizinprofessor.
Mathilde Kirschner absolvierte eine Lehrerinnenausbildung in Breslau und München und danach eine Krankenschwesterausbildung in London.
Danach half sie in verschiedenen Frauen- und Mädchenprojekten in Berlin, wo ihre Familie seit 1893 lebte.
Seit 1899 schuf sie Wohnmöglichkeiten für einkommensschwache Frauen, zunächst in verschiedenen Wohnhäusern, 1903  auch für Mädchen. 1904 gründete Mathilde Kirschner den Verein Arbeiterinnenwohl e.V. Dieser erwarb 1908 ein Grundstück in Alt-Moabit 38, auf dem sie mit der finanziellen Unterstützung von Bekannten ihrer Eltern ein fünfstöckiges Wohnheim für Arbeiterinnen errichten ließ. Dieses wurde 1909 eröffnet. Es bot den jungen Frauen neben eigenen Zimmern und einem bescheidenen Komfort auch Gemeinschaftsräume, sowie verschiedene Weiterbildungsmöglichkeiten, in Hauswirtschaft, Stenographie, Deutsch, Englisch und weiteren Bereichen.
In Berlin-Buch begründete Mathilde Kirschner außerdem einen Kindergarten (Kinderschule).
Dadurch wurde Kaiser Wilhelm II. auf sie aufmerksam. Er bat sie 1910 persönlich, ein Kinderheim in Ahlbeck an der Ostsee zu leiten, das seinen Namen tragen sollte. Sie wurde auch in die baulichen, pädagogischen und weiteren organisatorischen Vorbereitungen einbezogen.
Am 3. Juni 1913 wurde das Kaiser-Wilhelm-Kinderheim in Ahlbeck in Anwesenheit des Kaisers und seiner Gemahlin feierlich eröffnet, worüber in der Presse ausführlich berichtet wurde. Sie leitete dieses als Oberin der Schwesternschaft des Kaiser-Wilhelm-Kinderheims, die dafür extra gegründet worden war.
Außerdem konnte sie eine Feriensiedlung Sonnendorf für junge Berliner Arbeiterinnen bei Ahlbeck aufbauen, dessen Gelände sie durch die Vermittlung des Kaisers erhalten hatte.
Nach 1914 leitete Mathilde Kirschner außerdem vier Wohnheime für Arbeiterinnen von Munitionsfabriken in Spandau und Tiergarten.
Nach 1918 konnte sie ihre Tätigkeiten in Moabit und Ahlbeck fortsetzen, obwohl ihr Förderer Kaiser Wilhelm II. abdanken musste, er unterstützte sie aber weiterhin.
Von 1920 bis 1924 war Mathilde Kirschner Stadträtin für Jugend in Berlin-Tiergarten für die Deutsche Volkspartei (DVP). Sie war auch Mitglied der Bezirksversammlung und leitete zeitweise das Jugendamt.
Auch nach 1933 konnte sie ihre Tätigkeiten in Moabit und Ahlbeck fortsetzen.
1945 versuchten der kommunistische Bürgermeister von Tiergarten und danach der sozialdemokratische Stadtrat vergeblich, sie als Leiterin des Wohnheims in Moabit abzusetzen, wegen ihrer monarchistischen Gesinnung. Sie unterstellte das Heim der Inneren Mission und danach der Diakonie und konnte es so weiterführen.
1951 starb sie in Berlin. Sie wurde im Ehrengrab der Familie auf dem Zentralfriedhof in Berlin-Friedrichsfelde ohne Grabstein beigesetzt.

## Soziale Konzepte
Mathilde Kirschner bemühte sich, sozial benachteiligten Frauen und Kindern möglichst lebensfreundliche Wohnbedingungen zu schaffen.
Sie schrieb über das neue Arbeiterinnenwohnheim in Moabit

„Das neue Heim soll den Mädchen, die tagsüber auf Arbeit gehen, eine Heimstätte bieten. Jene, die sonst heimatlos in der fremden Großstadt umherirren, die oft nur in Schlafstellen ein oft menschenunwürdiges Unterkommen finden, sollen dort willkommen sein. […]  Bei Arbeitslosigkeit, in Krankheitsfällen ist das Mädchen ohne Obdach, und stets ist es der Gefahr ausgesetzt, seine Schlafstelle ebenso wie seine Arbeit plötzlich zu verlieren. Ohne Heim, ohne einen festen Boden steht die Arbeiterin in der Welt da, und doch bedarf der Mensch des festen Einwurzeln auf Erden, soll er aufrecht stehen, sich aufrechterhalten und sehen, dass er nicht falle. Das Arbeiterinnenheim will nun seinen Bewohnerinnen einen sicheren Boden bieten, auf dem sie, sich festwurzelnd, den Stürmen des Lebens widerstehen, Licht und Wärme aufnehmen können und zu Persönlichkeiten heranreifen. Der Zauber des Hauses soll darin bestehen, dass er den Eintretenden den Staub von Körper und Seele abschüttle, dass gesenkte Köpfe sich heben, traurige Blicke sich erhellen, schwankende Schritte fest werden.“

Für das neue Ferienheim in Ahlbeck an der Ostsee wurden Berliner Kinder ausgesucht, die besonders von schlechten Wohnverhältnissen und mangelnder Ernährung gekennzeichnet waren.

„Durch Licht, Luft und Sonne sowie viel Nahrung für Körper und Seele sollen diese Kinder ihren Hunger und ihre Armut vergessen. Ihnen soll viel gegeben, aber nicht viel von ihnen verlangt werden. Vor allem sollen sie nicht dafür verantwortlich gemacht werden, was ihnen zu Hause in beengten Wohn- und Sozialverhältnissen als Mangel begegnet war. […] [Die Schwestern wurden gebeten], durch Liebe, Zuwendung und Frohsinn Sonnenschein in das Leben der Kinder zu bringen.“

## Ehrungen

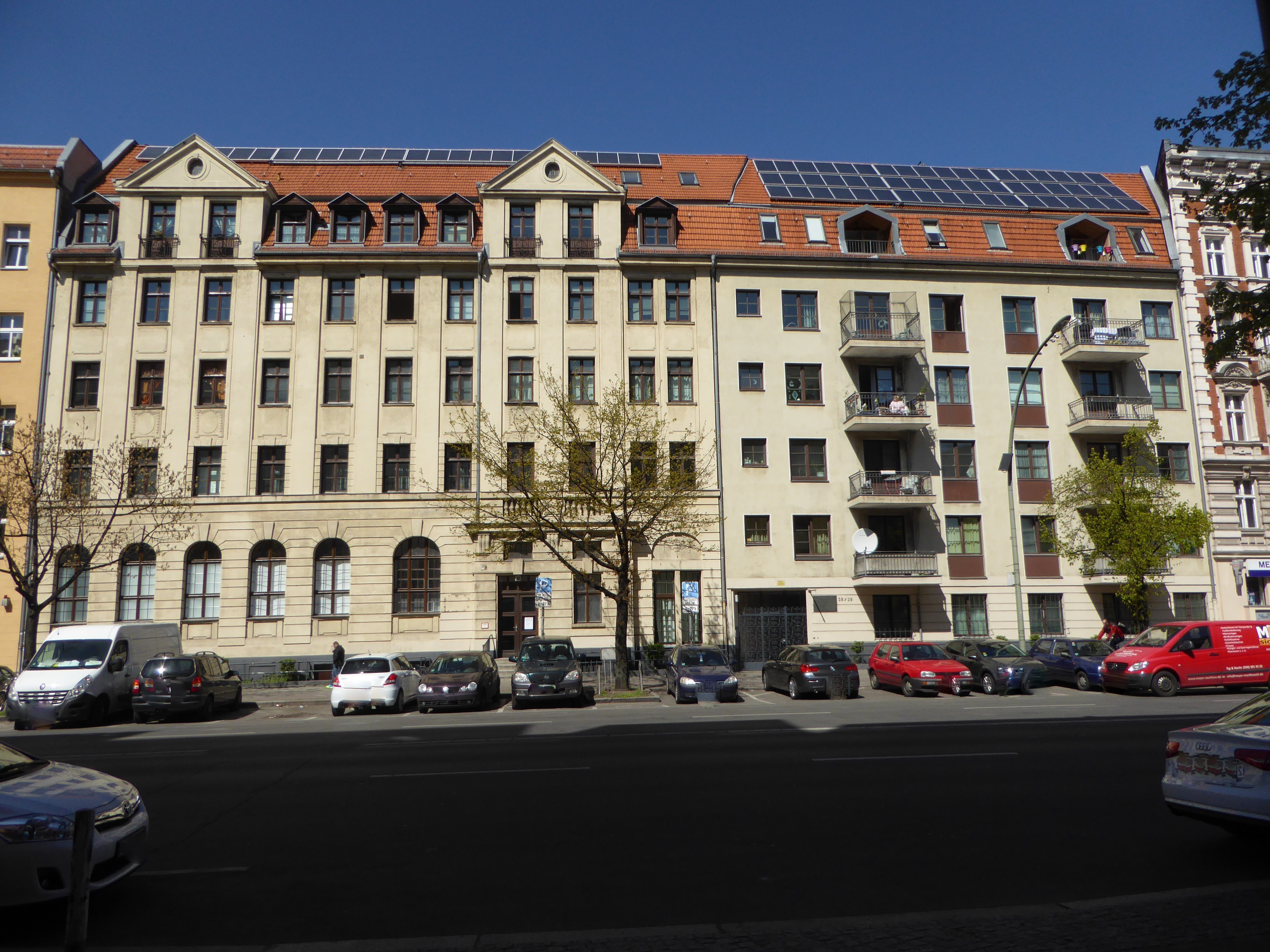
Mathilde-Kirschner-Heim (rechts)

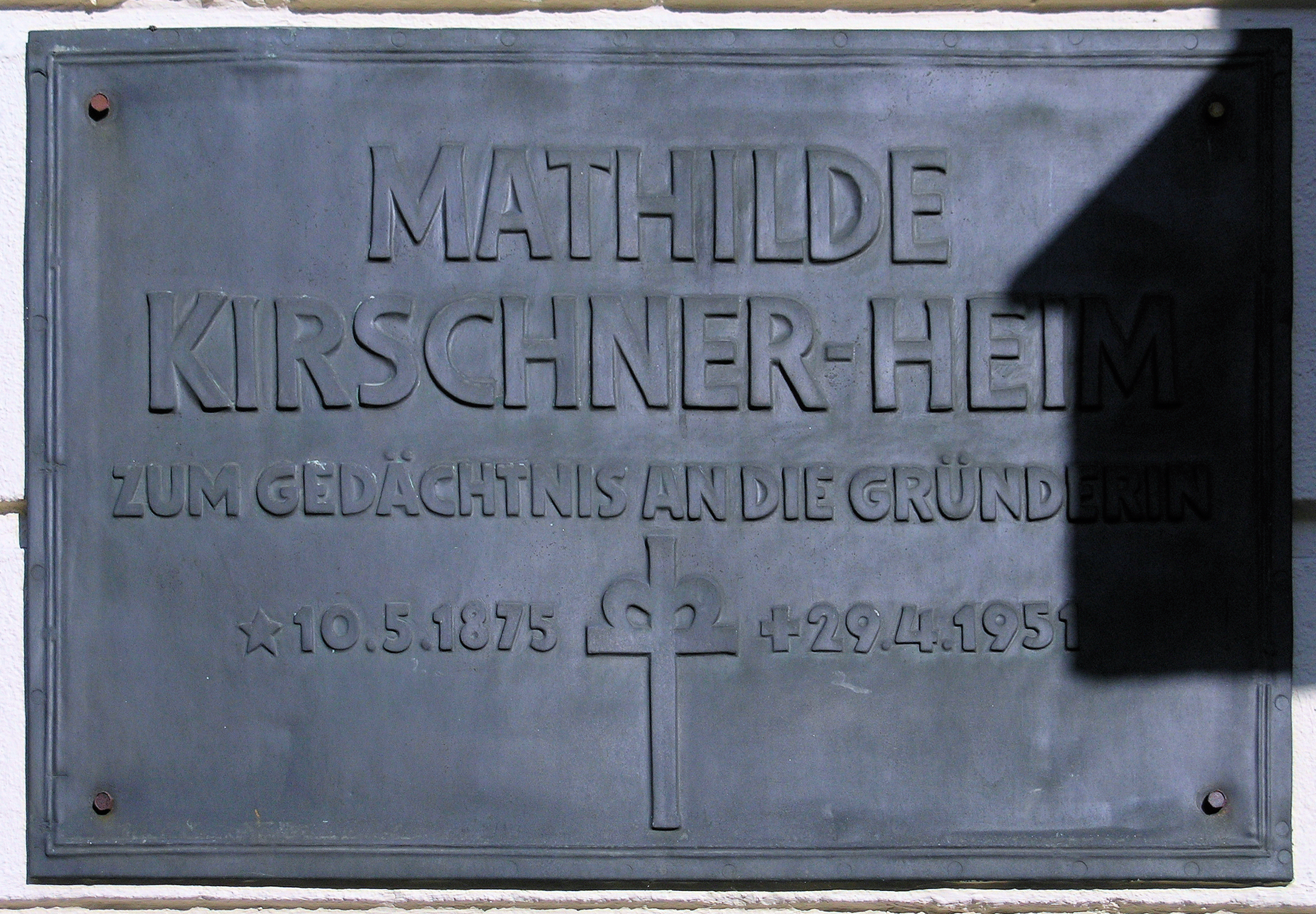
Gedenktafel

- Schwesternbrosche in Gold, um 1913, als Zeichen ihrer Oberintätigkeit in Ahlbeck,  von Kaiser Wilhelm II.

- das Seniorenheim Mathilde-Kirschner-Heim in Alt-Moabit ist nach ihr benannt
- Gedenktafel am Heim, seit 1952[5]